# Teide (A-11)
El Teide (A-11) fue un Petrolero de Flota (AO) proyectado en 1952 a requerimientos de la Armada Española, para complementar los servicios del entonces ya veterano Plutón.

## Descripción del buque
Sólo portaba un radar básico de navegación y el armamento no lo llevaba montado, pero estaba previsto su montaje en caso de guerra. Su capacidad de carga, era de 5300 m³ de productos petrolíferos. 
Posteriormente a su entrega a la armada, se le instalaron dos estaciones de abastecimiento de combustible en navegación, una en cada banda, en los años 1961 y 1962, con cargo a los créditos de la ayuda procedente de los Estados Unidos. Podía transportar también pequeñas cantidades de víveres, agua potable y municiones, aunque sin posibilidad de suministrarlos mediante helicóptero, al carecer de plataforma para su apontaje.
Inicialmente el Teide no ostentó ningún numeral en sus amuras hasta comienzos de los sesenta, en que se le asignó el numeral BP-11. En 1980 se le cambió por las de AP-11 en consonancia con las nuevas normas de clasificación, que seguían el código de la OTAN. A partir de 1986 pasó a ostentar el definitivo A-11, según el mismo criterio.

## Historial
Su única acción relevante, sucedió cuando en marzo de 1969, durante la crisis diplomática entre España y Guinea Ecuatorial, participó en la evacuación de los españoles residentes en Guinea Ecuatorial, junto al Canarias, el Cañonero Pizarro (F-31) , la Corbeta Descubierta (F-51)  y los buques de transporte Aragón (TA-11) y Castilla (TA-21).
En febrero de 1970, participó en las maniobras hispano-francesas Finisterre VIII, junto con otros 7 buques españoles y 9 franceses.
Fue dado de baja en 1988 y sustituido por el Marqués de la Ensenada (A-11), que entró en servicio en 1991.
Entre 1988 y 1991 la Armada utilizó el petrolero de CAMPSA “Campeón” fletado por temporadas.
Una vez retirado, fue incendiado parcialmente durante el rodaje de la película Navy Seals, comando especial dirigida por Lewis Teague e interpretada por Charlie Sheen, Michael Biehn, Joanne Whalley, Rick Rossovich y Cyril O'Reilly, donde el buque figuraba ser un mercante secuestrado por terroristas árabes.